# アッタバード湖

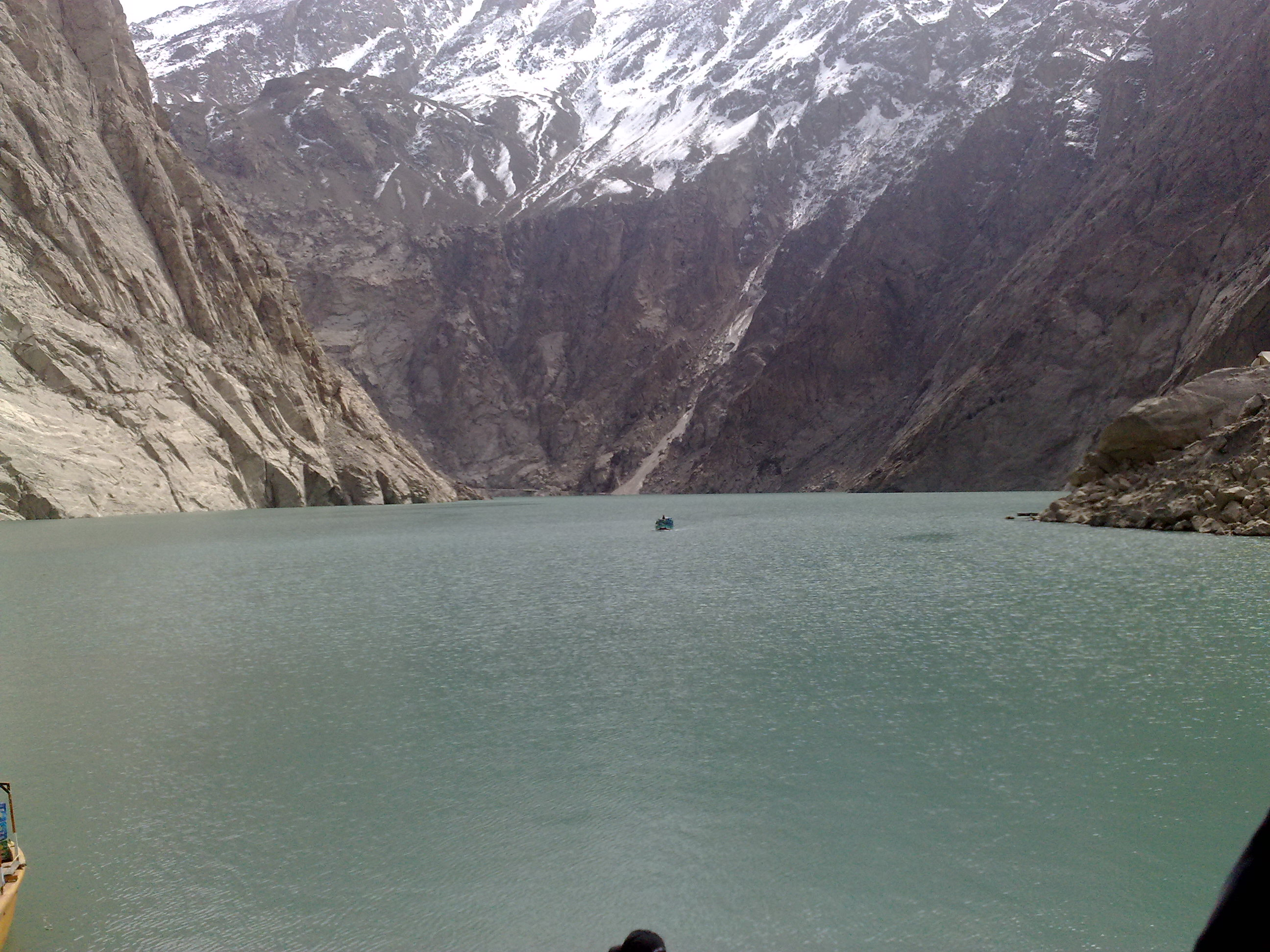
2010年5月頃のアッタバード湖

アッタバード湖（アッタバートこ、Attabad Lake）は、パキスタンのギルギット・バルティスタンに2010年に発生したダム湖。

## 概要

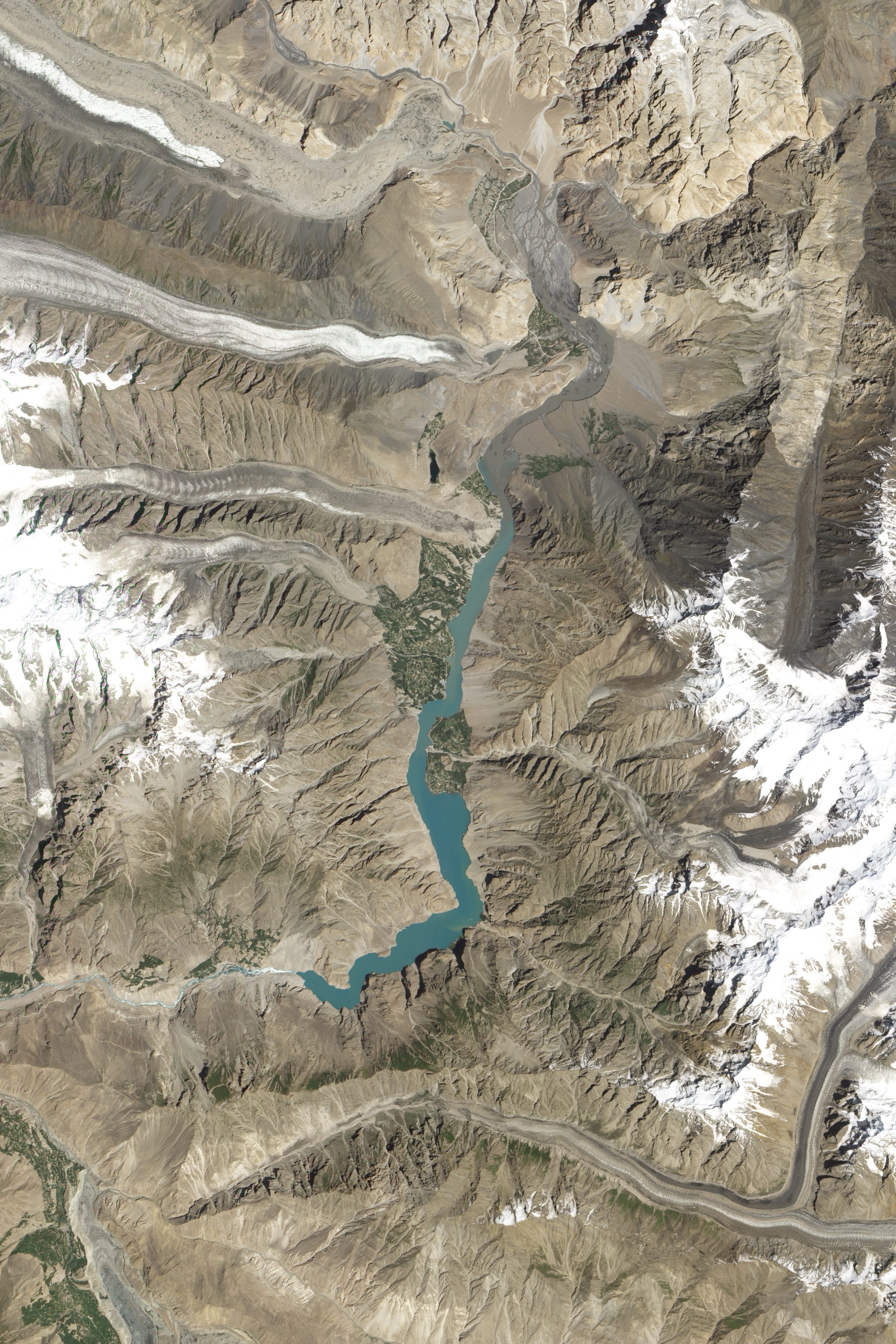
ダム湖の様子

2010年1月4日、ギルギット・バルティスタン内のフンザ渓谷で大規模な地すべり災害が発生。渓谷内を流れるインダス川の支流フンザ川を堰き止め、天然ダムを形成した。ダム湖は、融雪期を迎えてアッタバード湖と呼称される規模まで成長した。
日本の宇宙航空研究開発機構 (JAXA) が運用している陸域観測技術衛星だいちを使いダム湖のリモートセンシングによる調査が行われた。2010年5月30日の画像の分析から、ダム湖の面積は約1,060ヘクタール、最大水深約120m、平均35m、貯水量379,114,580m3（東京ドーム約300個分）という推測値を得ている。ダム湖の拡大により、ハイウェイの複数の橋、住民の収入源である果樹園と推測される緑地が水没していることが確認されている。

## 被害
ダム湖の形成に伴い、同地域の村々や主要道路であるカラコルム・ハイウェイが水位上昇に伴い水没した。水没した村の住民1,700人は安全な場所への避難を余儀なくされている。ハイウェイは、部分的に渡し船による機能代替が行われている。その後、2015年にカラコルム・ハイウェイは復旧した。